# سام بیسنت
سام بیسنت (انگلیسی: Sam Beasant؛ زادهٔ ۸ آوریل ۱۹۸۸) بازیکن فوتبال اهل بریتانیا است.
از باشگاه‌هایی که در آن بازی کرده‌است می‌توان به باشگاه فوتبال میدنهد یونایتد، باشگاه فوتبال کمبریج یونایتد، باشگاه فوتبال ووکینگ، باشگاه فوتبال استیونج، و باشگاه فوتبال بیلریکای اشاره کرد.